# 威廉·伦琴
威廉·康拉德·伦琴（德語：Wilhelm Conrad Röntgen，1845年3月27日—1923年2月10日），德国物理学家，因发现X射线而成为第一届诺贝尔物理学奖的获得者。
1895年11月8日，时为德国维尔茨堡大学校长的他在进行阴极射线的实验时，观察到放在射线管附近涂有氰亚铂酸钡的屏上发出的微光，最后他确信这是一种尚未为人所知的新射线。有人提议将他发现的新射线定名为“伦琴射线”，伦琴却坚持用“X射线”这一名称，产生X射线的机器叫做X射线机。伦琴的名字英文一般写为（德文名字Röntgen的另一种拼法），很多英语文献和资料使用这一拼写。1901年，首届诺贝尔奖颁发，伦琴获得诺贝尔物理学奖。

## 生平
伦琴出生在德国伦内普（现在属于雷姆沙伊德的一部分）的一个纺织商人家庭. 在他三岁的时候全家搬到了荷兰的阿帕尔多伦 。他在马丁尼斯·赫尔曼·范多伦学院（Institute of Martinus Herman van Doorn）接受早期教育，后来就读于乌得勒支技术学校，但是因为给一位老师画讽刺漫画被学校开除，尽管他一直坚持他并没有画。
1865年，伦琴进入乌得勒支大学读书，随后在苏黎世联邦理工学院学习机械工程。1869年获苏黎世大学物理学博士学位。1874年伦琴任斯特拉斯堡大学讲师。1875年成为霍恩海姆（Hohenheim）农业学院教授。1876年他返回斯特拉斯堡大学做物理学教授，1879年任吉森大学物理系主任。1888年他就任维尔茨堡大学物理系主任。1900年，在巴伐利亚政府一再请求下担任慕尼黑大学物理系主任。
伦琴有亲属居住在美国爱荷华州，他曾经也打算移民。尽管他已经接受了纽约哥伦比亚大学的合约而且也真的买了跨洋船票，但是第一次世界大战的爆发改变了他的计划，他终于还是留在慕尼黑继续他未完成的事业。1923年，伦琴死于内脏癌症。因为他的研究只持续了不长时间，并且是在这个研究领域中为数不多严格使用铅防护屏的倡导者，因此很难相信他的癌症是源於电离辐射。

## X射线的发现

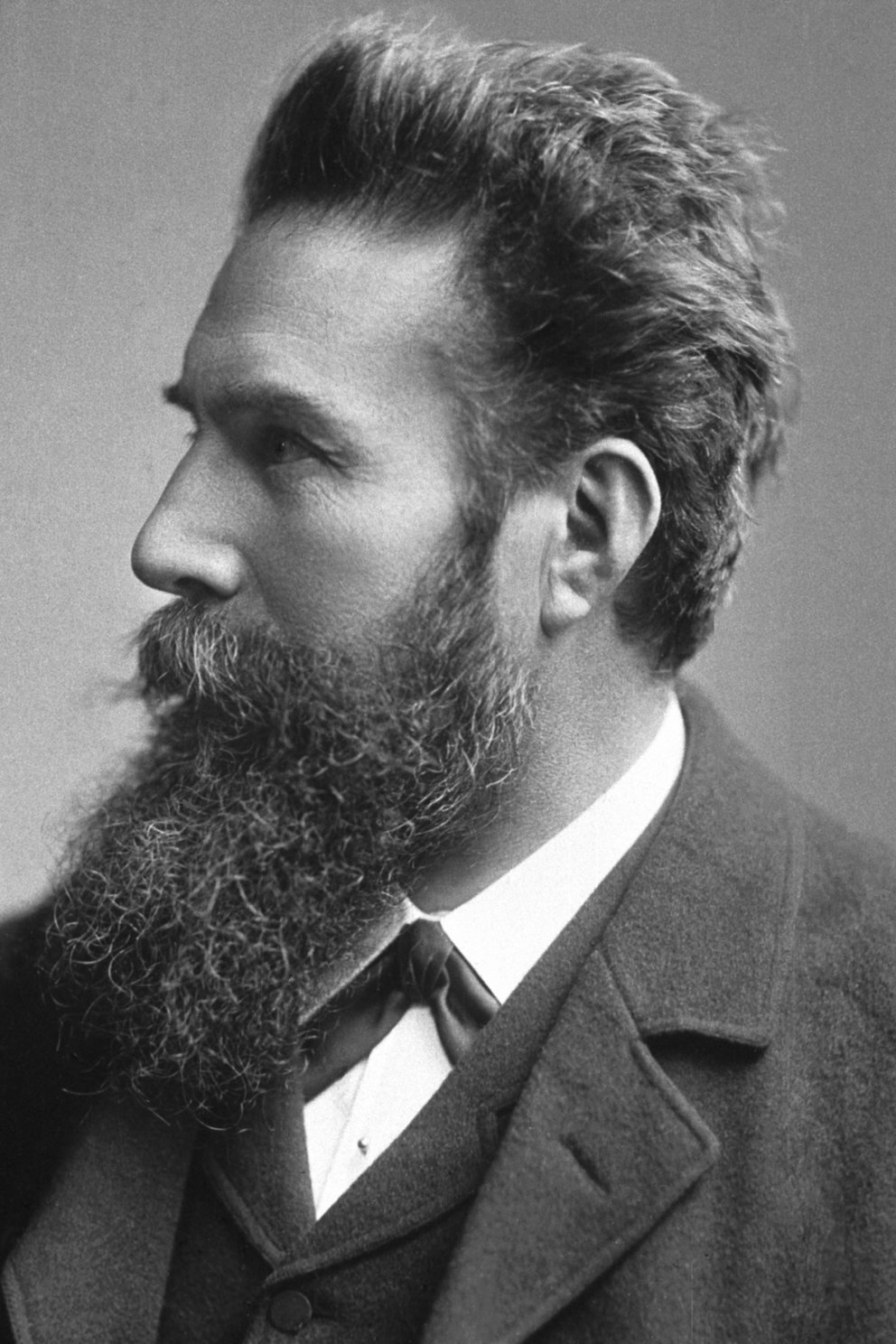
伦琴

1895年间伦琴使用他的同行赫兹、希托夫、克鲁克斯、特斯拉和莱纳德设计的设备研究真空管中的高压放电效应。11月初伦琴重复着莱纳德管试验，这个莱纳德管加入了一个很窄的金属铝做的窗口，允许阴极射线从管子射出来，另外有块纸板覆盖住铝窗口保护它不被产生阴极射线的强电场区破坏。他知道纸屏能够防止光线逃逸，但是观察到当他用涂了氰亚铂酸钡的小纸屏靠近铝窗，看不到的阴极射线能够在纸屏上产生荧光效应。这让伦琴想到，比莱纳德管的管壁更厚的克鲁克斯管可能也会导致荧光效应。
1895年11月8日下午晚些时候，他决定试验他的想法。他仔细的做了一个跟莱纳德管试验类似的黑纸屏，并用这块版覆盖住克鲁克斯管并把电极放到一个感应线圈 (旧称为“鲁姆科夫线圈”)中来产生静电电荷。在用氰亚铂酸钡屏验证他的想法之前，伦琴把房间弄暗以检测是不是他的纸板漏光。当他把线圈穿过管子的时候，确定板子确实不透光，并着手进行下一步实验。就在这时，他从距离试验管几米远的地方注意到微弱的光。为了确定他的发现，他试着重复上面的操作，每次都能看到同样的微光。 擦燃一根火柴，他才发现是他放在工作台上准备下一步使用的氰亚铂酸钡发光。
接下来的几个小时伦琴一遍一遍的重复着试验。他很快确定出一个距离管子特定的距离，从这里能够观察到比前面的试验更强的荧光。他推测可能发现了一种新的射线。11月8日是一个星期五，伦琴利用这个周末重复试验并做了第一次记录。在接下来的几个星期他在实验室內吃住，研究了他暂时命名为X射线的新射线的差不多所有性质，并用对未知的部分给出数学表示。尽管最终新的射线用他的名字来命名为伦琴射线，但是他总是首选最初的术语X射线。
伦琴发现X射线并非偶然，他也不是独自工作。据调查，当时多个国家不少人都在进行这方面的研究，而且发现时间也很接近。事实上，2年前宾夕法尼亚大学就已经制造出X射线和它的影像记录。然而，那里的研究人员没有意识到这一发现的重要性，只是把他们归档了事，因此也就失去了获得最伟大物理發现的赞誉的机会。他碰巧在屏上发现的东西把他的注意力从原来的研究中引开了。他当时已经计划在下一步的试验中用那个屏，那之前很短时间他就取得了这一发现。
当他研究不同材料对这种射线的阻挡能力, 就把这一小片材料放到射线产生的地方。可以想象当看到第一张呈现在他制作的屏幕上的X光影像上闪烁的骨架的时候，伦琴是多么地惊讶。据说他后来在实验室秘密的进行这项试验，因为他害怕如果这个发现是个错误会影响他的教授声誉。
伦琴的原始论文《一种新的X射线》在50天后也就是1895年12月28日被出版。1896年1月5日，奥地利一家报纸报道了伦琴的发现。伦琴发现X射线以后，维尔兹堡大学授予他荣誉医学博士学位。在1895年到1897年间他一共出版了总计3篇关于X射线的论文。伦琴治学十分的严谨，到现在为止还没有发现他的学术论文里面存在错误。

## 影响和荣誉
伦琴的发现不仅对医学诊断有重大影响，同时也影响了20世纪许多重大科学成就的出现。
受伦琴的影响，1896年亨利·贝克勒在发光材料的试验中偶然发现了一种新射线的穿透性。这样伦琴的发现间接地影响了放射性的发现。因为该发现1903年贝克勒和瑪麗·居里被共同授予诺贝尔奖。
伦琴射线直到今天最重要的应用领域仍然是医学诊断。用于诊断的射线强度已被大大降低，同时诊断结果可以显示更清晰的细节。在现代数字技术的帮助下，伦琴射线诊断已经可以提供人体内部三维图像。除了在医学上，伦琴射线还应用在微观世界的观察和对太空的研究。另外一个伦琴射线的重大应用领域是材料无损探伤。使用伦琴射线可以检测出金属材料和焊接部位的内部缺陷。
为了纪念伦琴的成就，X射线在许多国家被称为伦琴射线，而一架利用X射線觀測的太空望遠鏡也被命名為倫琴衛星。另外第111号化学元素錀（Roentgenium (Rg)）也以伦琴命名。在伦琴的祖国，德国有许多以伦琴命名为学校，街道和广场。由于伦琴在物理学的杰出成就，在德国的吉森市，柏林市和伦琴的出生地伦内普（Lennep）（雷姆沙伊德）都建有伦琴纪念碑。

## 参看
- X射线
- 海因里希·鲁道夫·赫兹